# Skrabské
Skrabské est un village de Slovaquie situé dans la région de Prešov.

## Histoire
Première mention écrite du village en 1321.

## Démographie

### Évolution de la population
| Année:               | 1994. | 2004.    | 2014.   | 2024.   |
| -------------------- | ----- | -------- | ------- | ------- |
| Nombre de personnes: | 638   | 733      | 786     | 773     |
| Différence:          |       | +14,89 % | +7,23 % | -1,65 % |

| Année:               | 2023. | 2024.   |
| -------------------- | ----- | ------- |
| Nombre de personnes: | 756   | 773     |
| Différence:          |       | +2,24 % |